# CSG Liudger
CSG Liudger is een christelijke scholengemeenschap voor praktijkonderwijs, vmbo en havo/vwo met zo’n 3200 leerlingen en 400 medewerkers. De scholengemeenschap valt bestuurlijk onder Fierder Onderwijs.
Er zijn vijf locaties: één in Burgum, drie in Drachten (Raai, De Ring, Splitting) en één in Waskemeer.

## Locaties
- Vmbo-, havo- en vwo-locatie Burgum is gevestigd aan de Tj. Haismastraat 1 in Burgum. Vanaf leerjaar 4 kunnen havoleerlingen terecht bij de 'HAVOtop' aan de Minnertshof 17 in Burgum.
- Havo- en vwo-locatie Raai is gevestigd aan de Leerweg 1 in Drachten.
- De Ring, locatie voor praktijkonderwijs is gevestigd aan De Ring 6 in Drachten.
- Vmbo/mavo-locatie Splitting is gevestigd aan de Leerweg 2 in Drachten.
- Vmbo-, havo- en vwo-locatie Waskemeer is gevestigd aan de Leidijk 42-d in Waskemeer.

De locaties worden ondersteund door de centrale diensten, gevestigd in Drachten.

## Geschiedenis
De scholengemeenschap ontstond op 1 augustus 1994 door een fusie van zeven scholen in Drachten, Burgum en Waskemeer, waaronder de christelijke lts 'De Werf', de christelijke mavo 'Rehoboth' en de christelijke havo/vwo-scholen 'Andreas College' en 'Ichthus College'. De nieuw ontstane scholengemeenschap is vernoemd naar de Friese missionaris Liudger. 